# Рейдар Ліаклев
Рейдар Крістофер Ліаклев (норв. Reidar Kristofer Liaklev, 15 липня 1917, Ярен, Гран посилання — 1 березня 2006, Ярен, Гран) — норвезький ковзаняр, Олімпійський чемпіон.
Перед другою світовою війною Рейдар Ліаклев був одним з кращих серед молодих норвезьких ковзанярів. Він був одним з найперспективніших стаєрів в світі. Але друга світова війна перешкодила його кар'єрі.
У 1947 році Ліаклев виграв золоту медаль чемпіона світу на дистанції 10000 метрів. На дистанції 5000 метрів він був третім, а в багатоборстві — четвертим.
У 1948 році на Зимових Олімпійських іграх в Санкт-Моріці Рейдар Ліаклев виграв золоту медаль на дистанції 5000 метрів (час 8: 29,4). Ліаклев також біг дистанцію 10000 метрів, але не закінчив дистанцію через проблеми з диханням на високогір'ї.
У 1948 році в Хамарі він також став чемпіоном Європи в ковзанярському багатоборстві, набравши суму 198,078.
У 1950 році на чемпіонаті Європи в Гельсінкі він завоював срібну медаль у багатоборстві.
Рейдар Ліаклев був чемпіоном Норвегії в багатоборстві в 1949 році, срібним призером в 1948 році і бронзовим призером у 1950 році.
Рейдар Ліаклев працював листоношею в своєму рідному місті Ярен. Він був також відомим в своєму місті пасічником.

## Кращі результати
Кращі результати Рейдара Ліаклева на окремих дистанціях:
500 метрів — 44,00 (5 лютого 1949 року, Давос)
1000 м — 1: 34,50 (7 березня 1949 року, Хамар)
1500 метрів — 2: 16,60 (6 лютого 1949 року, Давос)
3000 метрів — 4: 58,00 (23 лютого 1950 року)
5000 метрів — 8: 18,00 (25 лютого 1950, Йёвік)
10000 метрів — 17: 24,90 (15 лютого 1948 року, Хамар)
1. ↑  SpeedSkatingNews.info
2. ↑  SpeedSkatingStats